# Anselme Nouvel de La Flèche
Anselme Nouvel de La Flèche, né Charles-Marie-Denis Nouvel à Quimper le 26 décembre 1814 et mort à Quimper le 1er juin 1887, est un prélat catholique français, évêque de Quimper et Léon de 1871 à sa mort.

## Biographie
Issu d'une ancienne famille de la bourgeoisie bretonne, Anselme Nouvel de La Flèche est le fils de Joseph François Charles Nouvel de La Flèche, bâtonnier de l'ordre des avocats puis conseiller à la cour d'appel de Rennes, et de Caroline Agathe Huon de Kermadec (fille de Jean-Marie Huon de Kermadec).
Après ses études en droit, il entre au séminaire Saint-Sulpice et ordonné prêtre le 5 juin 1841, il est vicaire général du diocèse de Rennes.
Novice et profès de l'abbaye Sainte-Marie de la Pierre-qui-Vire en 1869, il reçoit ses habits de moine et émet ses vœux le 28 août 1870.
L'année suivante, il est nommé évêque de Quimper.
Sacré le 4 février 1872, il meurt le 1er juin 1887.

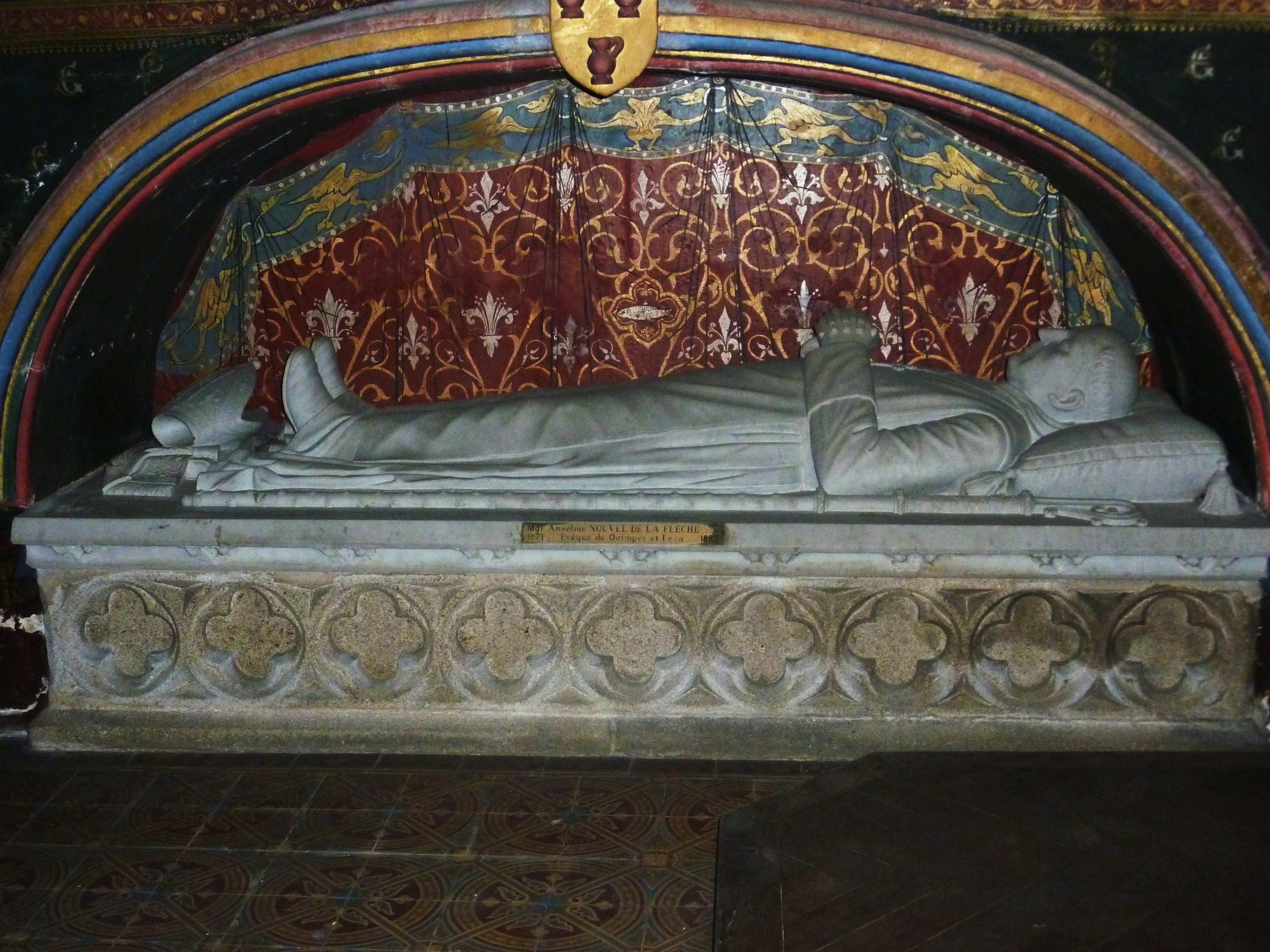
Tombeau de Nouvel de La Flèche dans la cathédrale de Quimper.

## Armes
Parti : au 1 d'azur à la montagne de 3 coupeaux arrondis d'or sommée d'une croix patriarcale potencée de sable, au mot PAX de gueules brochant sur son pied, qui est des Bénédictins; au 2 d'argent au pin terrassé d'azur soutenu par 2 cerfs affrontés de gueules, ramés de sable, qui est de la famille Nouvel, de La Flèche. Les cœurs de Jésus et de Marie dans le haut et dans le bas du cartouche.